# Pro Cinema
Pro CinemaはルーマニアのPro TV SRL傘下に置くルーマニアのテレビチャンネル。